# مسابقات قهرمانی فوتبال جنوب آسیا ۲۰۱۱
مسابقات قهرمانی فدراسیون فوتبال ٢٠١١ جنوب آسیا، با حمایت مالی کاربن موبایلز و به طور رسمی مسابقات قهرمانی فوتبال ٢٠١١ کاربن جنوب آسیا، نهمین دوره مسابقات قهرمانی فوتبال جنوب آسیا بود که توسط فدراسیون فوتبال جنوب آسیا برگزار می‌شد و در دهلی‌نو، هند برگزار شد.

## مکان
در ابتدا قرار بود در شهر اوریسا، هند برگزار شود اما توسط کمیته اجرایی فدراسیون فوتبال کل هند در ٢٢ سپتامبر به دهلی نو تغییر یافت.
استادیوم جواهر لعل نهرو در دهلی نو محل اصلی برگزاری مسابقات بود. همچنین این استادیوم خانه تیم ملی فوتبال هند‌است و میزبان بازی‌های مشترک المنافع ٢٠١٠ نیز بود.
| دهلی‌جدید              | دهلی‌نو · |
| استایوم جواهر‌لعل نهرو | دهلی‌نو · |
| ظرفیت: ۶٠٠٠٠          | دهلی‌نو · |
|                       | دهلی‌نو · |

## مسابقات
تمام زمانها با زمان استاندارد هند یو‌‌‌‌‌‌تی‌سی ۵:۳۰+ هماهنگ می‌باشند

### گروه الف
| تیم       | بازی | برد | مساوی | باخت | گل زده | گل خورده | گل تفاضل | امتیاز |
| --------- | ---- | --- | ----- | ---- | ------ | -------- | -------- | ------ |
| افغانستان | ۳    | ۲   | ۱     | ۰    | ۱۲     | ۳        | ۹+       | ۷      |
| هند       | ۳    | ۲   | ۱     | ۰    | ۹      | ۱        | ۸+       | ۷      |
| سری‌لانکا  | ۳    | ۱   | ۰     | ۲    | ۴      | ۶        | ۲−       | ۳      |
| بوتان     | ۳    | ۰   | ۰     | ۳    | ۱      | ۱۶       | ۱۵−      | ۰      |

| هند      | ١ – ١ | افغانستان |
| -------- | ----- | --------- |
| چتری ۱۰' | گزارش | آرزو ۵'   |

| سری‌لانکا                       | ٣ – ٠ | بوتان (کشور) |
| ------------------------------ | ----- | ------------ |
| محمد ذین ۲۹' · نیپونا ۳۵'، ۶۵' | گزارش |              |

| افغانستان                   | ٣ – ١ | سری‌لانکا     |
| --------------------------- | ----- | ------------ |
| احمدی ۲۲'، ۳۶' · یارملی ۷۹' | گزارش | محمد ذین ۱۷' |

| بوتان (کشور) | ٠ – ۵ | هند                                        |
| ------------ | ----- | ------------------------------------------ |
|              | گزارش | نبی ۲۹' · کلیفورد ۴۴'، ۵۸' · چتری ۶۹'، ۸۴' |

| بوتان (کشور) | 1 – 8 | افغانستان                                                                                       |
| ------------ | ----- | ----------------------------------------------------------------------------------------------- |
| چینو ۲۲'     | گزارش | یارملی ۴' · امیری ۱۰' · آرزو ۱۵'، ۱۸'، ۴۵+۲'، ۸۳' · جلال‌الدین شریعت‌یار ۴۸' (پنالتی) · مشرقی ۶۰' |

| هند                                                              | ٣ – ٠ | سری‌لانکا |
| ---------------------------------------------------------------- | ----- | -------- |
| جی‌جی لالپکالوا ۵۰' · چتری ۷۰' · بنداره ورکادوگا ۹۰+۳' (گل‌به‌خودی) | گزارش |          |

### گروه ب
| تیم     | بازی | برد | مساوی | باخت | گل زده | گل خورده | گل تفاضل | امتیاز |
| ------- | ---- | --- | ----- | ---- | ------ | -------- | -------- | ------ |
| مالدیو  | ۳    | ۱   | ۲     | ۰    | ۴      | ۲        | ۲+       | ۵      |
| نپال    | ۳    | ۱   | ۲     | ۰    | ۳      | ۲        | ۱+       | ۵      |
| پاکستان | ۳    | ۰   | ۳     | ۰    | ۱      | ۱        | ۰        | ۳      |
| بنگلادش | ۳    | ۰   | ۱     | ۲    | ۱      | ۴        | ۳−       | ۱      |

## نتیجه
| مسابقات‌‌ قهرمانی ٢٠١١ جنوب آسیا |
| ------------------------------ |
| · هند · ششم عنوان              |

| جایزه بازی جوانمردانه | جایزه بازی جوانمردانه | جایزه بازی جوانمردانه | بهترین گلزن | بهترین گلزن | بهترین گلزن | بازیکن مسابقات | بازیکن مسابقات | بازیکن مسابقات |
| --------------------- | --------------------- | --------------------- | ----------- | ----------- | ----------- | -------------- | -------------- | -------------- |
| هند                   | هند                   | هند                   | سونیل چتری  | سونیل چتری  | سونیل چتری  | سونیل چتری     | سونیل چتری     | سونیل چتری     |

## آمار

### گول‌زن‌‌‌ها
٧ گول
- سونیل چتری

٦ گول
- بلال آرزو

٣ گول
- کلیفور میراندا

٢ گول
- سنجر احمدی
- عطا یارملی
- سید رحیم نبی
- جی‌جی لالپکالوا
- علی اشفق
- احمد طارق
- نیپونا بندارا
- محمد ذین

١ گول
- ذهیب اسلام امیری
- محمد مشرقی
- جلال‌الدین شریعت‌یار
- شاهدل علم شاهد
- چینو گایلتشن
- سوشیل کومار سینگ
- شمویل قاسم
- بهارات خواس
- سندیپ راج
- ساگار تاپا
- سمر ایشاق

گول خودی
- بندارا ورکادوکا (برابر تیم ملی فوتبال هند)

### دیگر آمار
- بیشترین برد  هند ٤ برد
- بیشترین باخت  بوتان ٣ باخت
- بیشترین قرعه‌کشی  پاکستان ٣ قرعه‌کشی
- اولین گول تورنمنت علی اشفق برای  مالدیو برابر  نپال
- بیشترین گول‌های زده‌شده در یک مسابقه  افغانستان ٨ گول‌های برابر  بوتان
- کمترین گول‌های زده‌شده در یک مسابقه  بنگلادش برابر  پاکستان ٠-٠  پاکستان برابر  مالدیو ٠-٠
- بیشترین گلهای یک مسابقه توسط یک بازیکن بلال آرزو برای  برابر  بوتان ٤ گول
- سریعترین گول مسابقات عطا یارملی برای  برابر  بوتان در دقیقه چهارم
- بهترین دروازه‌بان جلال‌الدین شریعت‌یار از
- بهترین بازی تورنمنت  مقابل    نپال ١-٠

## پوشش رسانه‌ای

### یوتیوب (زنده)
طی معامله‌‌‌‌ای با گروه جهانی ورزش و شریک بازاریابی و رسانه ای انحصاری مسابقات ٢٠١١ جنوب آسیا، همه مسابقات به صورت زنده در یوتیوب نشان داده شدند. مسابقات زنده در سطح جهانی از طریق کانال یوتیوب مسابقات قهرمانی ٢٠١١ جنوب آسیا بدسترس است.

### تلویزیون
| کشورها                                                               | پخش کننده‌ها                                      |
| -------------------------------------------------------------------- | ------------------------------------------------ |
| - افغانستان - بنگلادش - بوتان (کشور) - هند - مالدیو - نپال - پاکستان | تین اکشن+ ان‌ای‌او ورزش آریانا تی‌وی یک ام‌ان‌بی‌سی یک |

1 تنها مسابقات افغانستان